# Леон Морен, священник
«Леон Морен, священник» (фр. Léon Morin, prêtre) — франко-итальянский кинофильм Жана-Пьера Мельвиля. Часть фильма была снята в Гренобле, а павильонные съёмки прошли на студии Мельвиля Jenner с января по март 1961 года.

## Сюжет
Барни (Эмманюэль Рива), в одиночестве воспитывающая дочь, страдает от одиночества. Но шансов найти спутника жизни с каждым годом становится меньше, а тут начинаются война и оккупация. Некоторые жители городка тайно симпатизируют Французскому Сопротивлению, к ним относится и Барни. Но она опасается за свою дочь, отец которой имел еврейское происхождение, и для личного спокойствия крестит её и отправляет в деревню. Проходя мимо церкви, она решает зайти и высказать всё, что думает по поводу религии. Случайно выбрав священника, разговор она начинает фразой: «Религия — опиум для народа». Но, на её удивление, агрессия не производит никакого впечатления на молодого кюре Леона Морена (Жан-Поль Бельмондо). Он во многом соглашается по поводу «зашоренности» религии от истинных проблем и пафосности католицизма, но предлагает ей посмотреть внутрь самой веры. Для Барни это — шок.

## Разное
- За роль в фильме Жан-Поль Бельмондо был номинирован Британской академией в 1963 году как лучший иностранный актёр.